# Oblik
 Ovo je glavno značenje pojma Oblik. Za druga značenja pogledajte Oblik (razdvojba).
Oblik je odnos krivih i ravnih površina u vanjskom izgledu, uobličenost vidljivih dijelova, reljef, konfiguracija, način na koji što percipiramo, uočavamo; obris predmeta, tijela ili osobe (Zemlja ima oblik kugle); vrsta čega, različit lik ili izgled čega, pojavnost.
Oblik objekta smještenog u nekom prostoru odnosi se na dio prostora koji taj objekt zauzima, a koji je određen njegovom vanjskom granicom—izdvojeno od ostalih aspekata toga objekta, poput boje, sadržaja ili tvari od koje je građen, ili njegova položaja i orijentacije u prostoru i veličine.
Jednostavne dvodimenzionalne oblike moguće je opisati geometrijski kao točke, pravce, krivulje, ravnine itd. Oblici koji se pojavljuju u fizičkome svijetu obično su poprilično složeni; mogu biti proizvoljno zakrivljeni, kad su predmet diferencijalne geometrije, ili fraktalni, kao kod biljaka i obalnih crta.